# Кирил Минчев (офицер)
Кирил Дончев Минчев е български офицер, капитан.

## Биография
Кирил Минчев е роден през 1893 година във Ваташа, тогава в Османската империя. Завършва последния двадесет и седми випуск на Солунската българска мъжка гимназия през 1913 година.
Завършва Военното училище в София през 1915 година и участва в Първата световна война. За бойни отличия и заслуги е награден с ордени „За храброст“, IV степен и „За военна заслуга“, V степен.
Достига до чин капитан. Жертва е на Деветосептемврийския преврат (1944).